# Indian Masters
O[s] Indian Masters (lit. Mestres da Índia) foi uma competição masculina de golfe profissional, que foi realizada uma única vez, em fevereiro de 2008, coorganização dos circuitos europeu e asiático. Quem venceu foi Shiv Chowrasia, com (70-71-71-67=279) tacadas, nove abaixo do par, contra o vice-campeão Damien McGrane, com (67-697570=281) tacadas, ou 7 abaixo do par.

## Campeão
| Ano  | Local           | Campeão        | País  | Pontuação | Par | Margem    | Vice-campeão   |
| ---- | --------------- | -------------- | ----- | --------- | --- | --------- | -------------- |
| 2008 | Delhi Golf Club | Shiv Chowrasia | Índia | 279       | −9  | 2 tacadas | Damien McGrane |